# NGC 6761
NGC 6761 је спирална галаксија у сазвежђу Телескоп која се налази на NGC листи објеката дубоког неба.
Деклинација објекта је - 50° 39' 25" а ректасцензија 19h 15m 4,7s. Привидна величина (магнитуда) објекта NGC 6761 износи 13,2 а фотографска магнитуда 14,0. NGC 6761 је још познат и под ознакама ESO 231-28, FAIR 858, IRAS 19113-5044, PGC 62957.